# 重機甲兵ゼノン
『重機甲兵ゼノン』（じゅうきこうへいゼノン）は、神崎将臣によるSF・軍事アクション漫画。1986年から1987年にかけて、小学館の『少年ビッグコミック』に連載された。

## ストーリー
墜落事故を起こした旅客機234便に乗っていたはずの叶飛鳥は、全ての記憶を失い、東京の街を彷徨っていた。謎の失踪を遂げて3ヶ月が経っていた飛鳥と再会した新田薗子、郷田竜二は、飛鳥の体の異変を目の当たりにする。彼は軍事秘密組織「赤い海」に改造されたサイボーグ「X-777（エックス-スリーセブン） 重機甲兵（バイオダイバー）ゼノン」であった。
組織の脱走者である飛鳥を狙い、「赤い海」の刺客が次々と襲う。「人間」であることを奪われ、超人的な能力を持った飛鳥であったが、目の前で最愛の母が殺される。怒りに燃えたとき飛鳥の記憶は蘇り、全てを思い出すと共に、彼の“ゼノン”が発動した。
飛鳥は巨悪を叩き潰すことが出来るのか? 自らを飛鳥の「業」と嘯く謎の男、「赤い海」の幹部“トウノ”の目的は? かくして叶飛鳥の「赤い海」との「人間」の尊厳を懸けた「生きるための」戦いは始まった。

## 概要
「悪の組織に肉体を改造された主人公が復讐の戦いを開始する」という、石ノ森章太郎の『仮面ライダー』へのオマージュがうかがえる設定となっている。加えて1980年代のアニメ・漫画のリアル路線の流れにある本作は、日常シーンなどにコミカルな描写はあるものの、おおよそが重厚かつ緻密な作画とされている。特撮ヒーロー的な要素とシリアスなストーリー、メカニックや兵器などのリアルさとアニメ的なキャラクターが稀に見るバランスで描かれた。

## 登場人物

### メインキャラクター
叶飛鳥（かのう あすか）
都立須賀山高校3年に在籍していた高校生だったが、「赤い海」に拉致され「X-777（エックス-スリーセブン） 重機甲兵（バイオダイバー）“ゼノン”」として改造される。3ヶ月後「赤い海」を脱走するが、乗り込んだ旅客機が墜落し、記憶を失った浮浪者同然の姿で東京に帰還する。新田園子の保護を受けて帰宅するが、先回りしていたトウノ、そしてジェイスンに母を殺され、記憶を取り戻す。
ジェイスンと戦い倒すが、母を殺されたことから世を拗ね、“ゼノン”の生みの親である協力者・新田兵衛門との不和は解消しなかった。しかし、園子の説得で決意を新たにし、襲い来る赤い海からの刺客「デーモンズ・トライアングル｣や「赤ひげ」「青ひげ」と戦いながらも戦士として、人間として成長していく。
郷田竜二（ごうだ りゅうじ）
須賀山高校応援団団長であり、在学中は飛鳥と都度衝突を繰り返していた。“ゼノン”となった飛鳥に関わったことで、配下の団員を皆殺しにされ、それ以後は飛鳥の仲間として行動する。
空手の使い手であり、「赤い海」のエージェントや米軍の兵士ですら一撃で倒す腕前の持ち主だが、サイボーグと比べ非力な自分に悩み、思い余って自ら“ゼノン”になろうとトウノの許を訪れる。しかし何故か施術はされることなく、「赤い海」の兵器商船を襲撃した飛鳥と陽子により救出された。
顎の左側に深い傷がある。

冴野陽子（さえの ようこ）
兵衛門に協力するフリーカメラマン。しかしその実体は、「赤い海」に拉致され、下半身を機械化されたサイボーグ。本名は水野陽子（みずの ようこ）。かつては国体女子陸上の短距離走選手で三冠王を達成したが、交通事故に遭い再起不能となり、その後「赤い海」により拉致され、サイボーグ手術を施される。機械化された脚は“ゼノン”の変化後の脚部とほぼ同じデザインのものが、そのまま生身の胴体に接続されている。自身から未来を奪った「赤い海」を激しく憎んでおり、飛鳥たちと共に戦う。
サイボーグとしての能力は「脚力」。時速120kmで疾走することができる。
新田兵衛門（にった ひょうえもん）
薗子の祖父であり科学者。「人体と機械の融合」の研究者。十数年前「赤い海」に拉致され、家族を盾に研究を強要され、結果“プロジェクトX”―「ゼノンシステム」の基礎を考案した。
しかし実験のため、無関係な人々をサイボーグの施術対象として拉致する「赤い海」の所業に堪えかね脱走する。その報復として妻・道代を殺されるも、全財産を投じて戦いの準備を進めていた。うらぶれた風体の老博士だが、飛鳥たちの良き理解者であり、心強きサポート役。
新田薗子（にった そのこ）
都立須賀山高校2年生。以前から飛鳥に想いを寄せている少女。記憶喪失となって街をさまよっていた飛鳥を助けたことから、「赤い海」との戦いに巻き込まれる。普通の少女だが、「悪魔の三角形（デーモンズ・トライアングル）」（後述）に人質にされた際には、飛鳥のため自ら舌を噛み切り自決を図るなど、思い切った行動を取ることもある。
飛鳥が“ゼノン”―サイボーグであることを知って衝撃を受けるが、「赤い海」の兵器商船のタンカーへと戦いに赴く飛鳥に想いを打ち明け、心の支えとなった。
リサ
都立須賀山高校2年生。薗子の友人。はっきりとものを言うタイプで、言葉遣いはボーイッシュ。薗子と共に飛鳥を助けたことから「赤い海」との戦いに巻き込まれる。「市村慶一郎率いる「赤ひげ」ら（後述）」と“ゼノン”の戦いを目撃した際、飛鳥の正体を知り思い悩む。その末、決意を見せる薗子の心に触れて、彼がサイボーグであることを告げてしまう。

### 赤い海
トウノ
「赤い海」の幹部。叶飛鳥＝“ゼノン”のもとに刺客を送り込み、飛鳥を試すような行動をとる。自ら戦いに赴くことはないが、念動力や衝撃波、瞬間移動といったいわゆる「超能力」を持っており、「赤い海」のサイボーグですらその「力」の前には敵わない。正体は謎に包まれており、組織への叛意を窺える場面もある。
ジェイスン・ボードガルド
204号のコードネームで呼ばれるサイボーグ。動作が不全となっている体の不快感を和らげるため、嗜好的に人を殺める。
「赤い海」の刺客としてトウノの指示で来日する。幾人もの無辜の人間を殺し、ついには飛鳥の母をも殺害する。しかし、トウノにより“ゼノン”抹殺のため切り捨てられ、破損した体で飛鳥＝“ゼノン”と戦うも敗れ、忠告を残して逝った。
両腕に殺人のためのギミックを備えており、伸縮自在の腕と鋭いクローを有する手指をもって、離れた対象を切り裂くことが可能である。さらに腕には人体に侵入して内部から破壊する無数のワイヤー状の触手を持ち、伸長・展開させ攻撃する。ジェイスンの死後、そのボディパーツは「赤ひげ」により失った飛鳥の右腕の修復のために使われ、触手を伸ばすギミックも受け継がれた。
元々は、売春婦の息子として生まれた男であり、母の愛を求めて力と金を保証した「赤い海」に自ら身を売り、サイボーグとなった。だがその母親に機械となった体を見せ、拒絶されたため殺害しており、そのことが以後の彼の行動を決定付けている。
「悪魔の三角形（デーモンズ・トライアングル）」
エイランド・ラーク、フィリップ・モーリス、ムハマド・モア・サムソンの3人で成るチームの異名。
彼らは傭兵で、元グリーンベレーの特殊工作員。中南米の戦線で全滅したが「赤い海」の手によって蘇った。
その改造・強化された肉体をもって人型歩行戦車、M・P（モビル・プロテクター）を駆り、「悪魔の掌」とも呼ばれる、標的を包囲する三位一体の戦法「トライアングル」で、叶飛鳥＝“ゼノン”を苦しめる。
通常なら鈍い動作しかできないM・Pを自在に操り、“ゼノン”との2度にわたる死闘のうち、1度は退却に追い込んでいる。しかし「トライアングル」を破る手立てを掴んだ“ゼノン”との2度目の戦いで、彼らはことごとく倒される。
エイランド・ラーク
チームの長で、サイボーグ。右目に眼帯を着けており、その下にはサムソン用の制御装置が収められている。
傭兵としてスポンサーの意向に忠実であろうとし、部下の命令違反には鉄拳制裁も辞さない。
2度目の戦いで行動不能のM・Pに囚われたままサムソンの最期を見届けた後、「トウノは危険だ」と言い残し果てる。続編である「XENON-199X・R-」におけるストライク軍曹の回想では、赤い海の技術による「戦場の自動化」が進む正規軍に絶望し、人間同士の戦いで果てたいという志から傭兵に身を投じたことが明かされている。
フィリップ・モーリス
チームでは主に斥候役を務める。サイボーグ化されておらず、唯一生身の人間。“プロジェクトK”（薬物投与によって人体改造・強化を行うプロジェクト）によって特に反射神経系統を強化されているが、反応速度は他の2人にわずかに劣る。
かつて作戦中に先走り、チームを全滅させてしまった元凶であることに負い目を持っている。が、功を焦る面は変わっておらず、“ゼノン”との戦いでも同じ轍を踏むことになり、初戦では“ゼノン”のヘルメットをエサにされ左腕を失い、2度目には予め狙われていたこともあり最初に命を落とした。
ムハマド・モア・サムソン
黒人の大男。サイボーグ化されているが本人の意識が戻っていないため、行動はラークに制御されている。
“ゼノン”との2度目の戦いでラークが行動不能にされた後に意識が戻るが、ラークの制御から解き放たれた途端「機械の身体に対する拒否反応」を起こし、戦いへの嘆きの言葉を吐きつつ“ゼノン”に襲いかかるも、あえなく倒される。

市村慶一郎（いちむら けいいちろう）
外部からの情報入力により脳を制御する「脳改造」の研究者。それによって操る猿（動物）や、サイボーグ「赤ひげ」「青ひげ」を従え、トウノの指揮下で飛鳥らを襲撃する。「赤い海」の組織に加わった後「売れるものを作れない」という理由で追放されたようで、手柄をあげて「赤い海」へ戻ることに執着している。
過去、兵衛門とは学生時代の同期の友人であり、ライバルでもあった。また因縁のある関係で、市村は「脳改造」の研究を危険視した兵衛門の通報により大学を追放されている。加えて兵衛門とは、一人の女性を巡っての恋敵であった。市村の元婚約者こそが、兵衛門が亡くした妻・道代であり、そのことも市村が兵衛門に抱く憎悪の念に繋がっていた。
市村は道代を手にかけたのが「赤い海」であることを兵衛門から知らされるも、「赤い海」の兵器商船のタンカーで飛鳥らを待ち受ける。しかし「道代を殺させたのは自分である」と嘯くトウノの超能力に、無念のまま殺される。
赤ひげ、青ひげ
市村の「脳改造」の研究の成果と「赤い海」の技術によって作られたサイボーグ。インプットされた命令に忠実に動く、高い戦闘力を持つ兵士（しもべ）であるが、自立した意思はなく、命令が無ければ敵と味方の区別もつかないという点ではロボットより低品質でサイボーグ化しなければ戦闘力も並以下というのがトウノの評価。その評価通り、新田邸への襲撃や逆に自陣地へ潜入してきた飛鳥迎撃の際にもわざわざ殺す必要のない対象も手に掛けている。
赤ひげは巨体のパワータイプ。青ひげは細身で、俊敏な動きが身上のスピードタイプ。2体とも獣のような歯牙を備えており、隈取りの顔を思わせる凶悪な風貌である。数度にわたり叶飛鳥＝“ゼノン”と戦いを繰り広げる。
赤ひげの武器はそのパワーであるが、“ゼノン”に勝るほどのものではなく、サイボーグとしての性能は劣っていた。だが戦闘での破損を都度改修され、右腕に20ミリ砲を装備した3度目の戦いでは、「ゼノンシステム」発動の瞬間を狙った「対ゼノン装甲弾」の射撃により、“ゼノン”の右腕を破断させている。
青ひげの武器は素早い動きと、そこから繰り出される両手の鋭い爪による斬撃である。そのスピードと身の軽さは、崩落する建物の中で空中の破片を足場とし、次々に飛び移る離れ業を可能とするほどであり、爪は人体を容易に引き裂く切れ味を発揮する。スピードでは“ゼノン”を翻弄するほどだが、同じくスピードに優れる陽子に捉えられたところを“ゼノン”が引き継ぎ、パワーに勝る“ゼノン”に捻り潰される。
赤ひげは最終的には脳髄のみをM・Pに搭載されて「デーモンズ・トライアングル」以上の機動力を発揮するが、“ゼノン”が装備したミサイルの一斉射撃の前に倒される。結果として敗北はしたが、トウノに言わせれば「ようやく売り物になる物が出来た」と評価された。

“ボス”
トウノに指令を与える「赤い海」の幹部。“ボス”とはトウノによる呼称であり、名前と顔の描写はない。

### その他
東亮一（ひがし りょういち）
世界記録を持つマラソンランナー。冴野陽子のスプリンターとしての先達であり、陽子からは先輩と呼ばれる。偶然再会した陽子を陸上競技の世界に再起させるべく説得するが、飛鳥らの戦闘とサイボーグである彼らを目の当たりとし、恐慌して陽子を拒否、逃げるように姿を消す。
須賀山高校応援団団員（すがやま-）、藤巻（ふじまき）
須賀山高校応援団団長である郷田の配下。記憶喪失となった飛鳥を郷田の指示で団員たちと共に襲撃、捕らえるため追い詰めるも“ゼノン”の片鱗を見せた彼に逃げられる。その直後、トウノがジェイスンに超能力で制裁を加える場面を目撃したため、全員が死をもって口を封じられる。その後、郷田が現場へ出向いた際、藤巻のみまだ息があったが、再び現れた「赤い海」のエージェントが携帯型ランチャーで撃ったミサイルから郷田を庇って命を失う。
強面揃いの不良ではあったが内実的には未だ10代の少年たちであり、藤巻も郷田を庇って命を失うまで死ぬことを恐れていた。
園子の両親
一般的な家庭の夫婦であるが、父親は日本開発機器の重役を務める。また父親は、兵衛門の研究に対しては理解がなく否定しており、そのため祖父に懐いている園子が屋敷へ会いに行くことについても厳しい。しかしその一方、母親は娘に対して理解を示す。

## 用語
ゼノン（XENON）
「赤い海」の生体兵器開発プロジェクト、“プロジェクトX”によって生み出されたサイボーグ。叶飛鳥――「X-777（エックス-スリーセブン）重機甲兵（バイオダイバー）“ゼノン”」はそのプロジェクトの最高傑作であり、“終極点”と呼ばれる。
本来の体、生身の部分は脳と心臓のみであり、体の大部分は兵器として人間をはるかに超えた能力を目指し開発された機械体である。サイボーグ体は「ゼノンシステム」の発動により戦闘に特化した形態へと変化する。
その皮膚は新型形状記憶合金「ゼノニクスK30」で覆われており、システムの発動によって硬質化した際には対戦車砲も跳ね返し、ミサイル攻撃にも耐える。人工筋肉が生み出すパワーは最大で常人の300倍。体に内蔵された各部ブースターにより30mほどのジャンプが可能であり、それによってもたらされる行動スピードは白兵戦において絶大な威力を発揮する。「ゼノン一体で大都市を容易に制圧できる」とは、開発者にして「ゼノンシステム」の生みの親、新田兵衛門の言葉である。
「X-777」――叶飛鳥は、顔への「ゼノニクス装甲移植手術」前に「赤い海」を脱走したため、顔に装甲がなく弱点となっていたが、新田兵衛門によって作られたヘルメットによってカバーされた。しかし、ゼノンシステムの発動時のゼノニクスK30は硬質化の瞬間不安定となる弱点もあり、最も装甲が薄い関節部を狙った20ミリ砲の「対ゼノン装甲弾」の射撃に“ゼノン”の腕が破断されたこともある。それら破損の際には「組織遮断」として応急的に破損部分からの各種液体の漏出が止まる機能がある。
ヘルメットは作中では3つあり、どれも被った後に両側面を叩くと変形するギミックを持つ。1つ目は「デーモンズ・トライアングル」初戦、2つ目は右腕破断時に破損している。
また、ジェイスンに襲われた薗子とリサを救出に向かって以降は、変化前から常に腰部に保護装甲の付いたベルトを装着するようになっている。体型拡大を伴う“ゼノン”発動時は大概、着衣は上下とも破れて失われるが、この装甲ベルトと脚に履いているブーツは変化後も身に着けられたままになる。
「赤い海」のサイボーグ技術は、施術者の生身の部分に悪影響をもたらし、ひどい場合には“拒否反応”による激痛をもたらす欠点がある（作中ではジェイスン・ボードガルド、冴野陽子などの飛鳥以外のサイボーグに発症）。“ゼノン”においてもそれは例外ではなく、叶飛鳥の脱走後に製作された同型の7体はどれもが失敗に終わったと、トウノの上司である“ボス”が語っている。
「赤い海」
通称「ルージュ」と呼ばれる軍事兵器開発団体。
巨大で不定形であり実態は杳として掴めないが、強大な力を持っている。兵器開発のため非合法な実験・研究を行っており、目的のためならば暴力・殺人などの手段を行使することも厭わない恐るべき組織。影のように社会の深くまで浸透しており、マスコミを利用しての情報操作によりその存在を秘匿することなどは組織にとって容易い。あまたの日本の企業も支配下に置かれている。
A～Zまでの26のセクションに分かれた兵器開発プロジェクトを有する。材料工学の“プロジェクトG”、薬物投与による人体改造・強化を行う“プロジェクトK”、そして生体と機械の融合によって兵器を生み出す“プロジェクトX”などがある。
モビル・プロテクター（M・P）
「赤い海」が製作した兵器。「人型歩行戦車」。普通の人間では自在に動かすことはできず、完全な性能を発揮させるには薬物投与による操縦者の反射神経の強化、またはそれに代わるなんらかのシステムが必要。